# Чипровски килим
Чипровският килим е вид ръчно изработен килим, с 2 напълно еднакви лица.
Той е част от българското национално наследство, традиции и художествени занаяти. Името му идва от град Чипровци, където започва да се тъче през XVII век.
Основните му цветове са жълт, кафяв, червен, син и зелен. Най-първите килими са били изработени в 2 цвята – червено и черно. Килимите се тъкат от естествени материали – памук и вълна. Преобладават геометричните фигури като мотиви. Дебелината им е от 3 до 5 милиметра.